# باتيغهام
باتيغهام (بالألمانية: Pattigham) هي بلدية في منطقة ريد إم إنكريس في ولاية النمسا العليا.